# Simone Signoret
Simone Signoret, pseudônimo de Simone-Henriette-Charlotte Kaminker (Wiesbaden, 25 de Março de 1921 — Paris, 30 de Setembro de 1985) foi uma famosa atriz francesa nascida na Alemanha que atuou em filmes na França, nos Estados Unidos, na Inglaterra e na Itália. Foi a primeira francesa a ganhar um Oscar, levando o prêmio de Melhor Atriz por sua atuação em Room at the Top (1959).

## Biografia
Considerada uma das atrizes mais convincentes do cinema francês, ela começou em 1942 com o filme Bolero, durante a ocupação nazista. Em 40 anos de carreira interpretou uma grande diversidade de personagens.
Seu primeiro papel de protagonista foi em Démons de l'aube, em 1946, e pouco depois impôs sua beleza em La ronde de 1950, uma comédia provocadora baseada na obra de Arthur Schnitzler. Atuou sob a direção de Luís Buñuel em La mort en ce jardin, de 1956, e ganhou o Oscar por seu papel em Room at the Top — que também lhe valeu o prêmio de Melhor Atriz no Festival de Cannes. Simone e seu marido se recusaram a cancelar uma viagem a Moscou logo após a invasão soviética da Hungria em 1956. Em Moscou, o primeiro-ministro Nikita Khrushchev os saudou pessoalmente por causa de sua solidariedade aos comunistas.
Outros desempenhos brilhantes desta atriz foram no thriller clássico As Diabólicas de 1955 ao lado de Véra Clouzot, em O gato, de 1970, em um duelo interpretativo com o grande ator francês Jean Gabin; em A viúva, de 1971, ao lado de Alain Delon; e em Madame Rosa, de 1977.
Sua autobiografia, A nostalgia já não é o que costumava ser, foi publicada em 1977. Ela morreu de câncer em sua residência na localidade de Eure, na zona oeste de Paris.

## Vida pessoal
Em 1944, se casou com o diretor Yves Allégret, com quem teve uma filha, a atriz Catherine Allégret, nascida em 1946, e de quem se divorciou em 1949. Em 1951, se casou com o cantor e ator Yves Montand. Juntamente com ele militou até o início dos anos 1980 no Partido Comunista Francês.
Simone Signoret formava com Yves Montand um lendário casal. Estavam unidos por uma profunda ternura e por muitas causas e lutas políticas vividas juntos e o longo de um casamento de 35 anos. Eles trabalharam juntos pela primeira vez, já casados, na peça de Arthur Miller, As feiticeiras de Salém, uma alegoria do macartismo. Depois eles fariam juntos cinco filmes, entre eles Paris está em chamas (1966), de René Clement e A confissão (1970) de Costa-Gavras.

## Filmografia
| Ano  | Título                                 | Papel                             | Notas |
| ---- | -------------------------------------- | --------------------------------- | --- |
| 1942 | Les Visiteurs du Soir                  | Figurante                         | (não-creditada) |
| 1943 | Adieu Léonard                          | La gitane                         | (não-creditada) |
| 1943 | Le voyageur de la Toussaint            | Figurante                         | (não-creditada) |
| 1944 | L'Ange de la nuit                      | Une étudiante                     | (não-creditada) |
| 1944 | Le mort ne reçoit plus                 | La maitresse de Firmin            | |
| 1944 | Service de nuit                        | La danseuse à la taverne          | |
| 1945 | La Boîte aux rêves                     | Une femme                         | (não-creditada) |
| 1946 | Back Streets of Paris                  | Gisèle                            | |
| 1946 | The Ideal Couple                       | Annette                           | |
| 1946 | Les Démons de l'aube                   | Lily, la cabaretière              | |
| 1947 | Fantômas                               | Hélène                            | |
| 1948 | Dilemma of Two Angels                  | Marianne                          | |
| 1948 | Dédée d'Anvers                         | Dédée                             | |
| 1948 | Against the Wind                       | Michele Dennis                    | |
| 1950 | Manèges                                | Dora                              | |
| 1950 | Gunman in the Streets                  | Denise Vernon                     | (também lançado como Le Traqué) |
| 1950 | La Ronde                               | Leocadie, the Prostitute          | |
| 1950 | Swiss Tour                             | Yvonne                            | |
| 1951 | Shadow and Light                       | Isabelle Leritz                   | |
| 1951 | ...Sans laisser d'adresse              | Une journaliste                   | (não-creditada) |
| 1952 | Casque d'or                            | Marie 'Casque d'Or'               | Prêmio BAFTA de Melhor Atriz Estrangeira |
| 1953 | Thérèse Raquin                         | Thérèse Raquin                    | |
| 1955 | Mother Courage and Her Children        | Yvette, Lagerhure                 | (inacabado) |
| 1955 | As Diabólicas                          | Nicole Horner                     | |
| 1956 | Death in the Garden                    | Djin                              | |
| 1957 | The Crucible                           | Elisabeth Procter                 | Prêmio BAFTA de Melhor Atriz Estrangeira Prêmio de Melhor Atriz do Festival de Cinema Karlovy Vary |
| 1958 | Room at the Top                        | Alice Aisgill                     | - Oscar de Melhor Atriz - Prêmio BAFTA de Melhor Atriz Estrangeira - Prêmio de Melhor Atriz no Festival de Cannes - Jussi Award de Melhor Atriz Estrangeira - Laurel Award de Top Female Dramatic Performance (3º lugar) - National Board of Review de Melhor Atriz - New York Film Critics Circle Award de Melhor Atriz (2º lugar) - Indicada — Globo de Ouro de Melhor Atriz em filme dramático |
| 1960 | Adua e le compagne                     | Adua Giovannetti                  | (também lançado como Hungry for Love) |
| 1960 | General Electric Theater               | Woman                             | episódio: Don't You Remember? |
| 1961 | Les Mauvais Coups                      | Roberte                           | |
| 1961 | Famous Love Affairs                    | Jenny                             | segmento: Jenny de Lacour |
| 1962 | Term of Trial                          | Anna                              | |
| 1963 | Sweet and Sour                         | Genevieve                         | |
| 1963 | Le jour et l'heure                     | Therese Dutheil                   | |
| 1965 | The Sleeping Car Murders               | Eliane Darès                      | |
| 1965 | Ship of Fools                          | La Contessa                       | - Indicada — Oscar de Melhor Atriz - Indicada — Prêmio BAFTA de Melhor Atriz Estrangeira - Indicada — Globo de Ouro de Melhor Atriz em filme dramático |
| 1966 | Paris Brûle-t-il?                      | La patronne du bistrot/Cafe Owner | |
| 1966 | The Deadly Affair                      | Elsa Fennan                       | Indicada — BAFTA de Melhor Atriz Estrangeira |
| 1966 | Bob Hope Presents the Chrysler Theatre | Sara Lescault                     | episódio: A Small Rebellion Primetime Emmy Award for Outstanding Single Performance by an Actress in a Leading Role in a Drama |
| 1967 | Games                                  | Lisa Schindler                    | Indicada — Prêmio BAFTA de Melhor Atriz Coadjuvante |
| 1968 | The Sea Gull                           | Arkadina, an actress              | |
| 1969 | L'Américain                            | Léone                             | |
| 1969 | Army of Shadows                        | Mathilde                          | |
| 1970 | A Confissão                            | Mme L. Lise London                | |
| 1970 | A Hostage                              | Meg                               | (Filme para TV) |
| 1971 | La Veuve Couderc                       | Veuve Couderc Tati                | |
| 1971 | Le Chat                                | Clémence Bouin                    | Urso de Prata de Melhor Atriz no Festival de Berlim |
| 1971 | Comptes à rebours                      | Léa                               | |
| 1973 | Rude journée pour la reine             | Jeanne                            | |
| 1973 | Les Granges brûlées                    | Rose                              | |
| 1975 | La Chair de l'orchidée                 | Lady Vamos                        | |
| 1976 | Police Python 357                      | Thérèse Ganay                     | |
| 1977 | Madame Rosa                            | Madame Rosa                       | - Prêmio César de Melhor Atriz - Prêmio David di Donatello de Melhor Atriz (empatada com Jane Fonda por Julia) |
| 1978 | Judith Therpauve                       | Judith Therpauve                  | |
| 1978 | Madame le juge (Série de TV)           | Elisabeth Massot                  | 6 episódios |
| 1979 | The Adolescent                         | Mamie                             | |
| 1980 | Chère inconnue                         | Louise Martin                     | |
| 1982 | Guy de Maupassant                      | Maupassant's mother               | |
| 1982 | L'étoile du nord                       | Mme Louise Baron                  | Indicada — Prêmio César de Melhor Atriz |